# Monument Via Carolina
Das Monument Via Carolina ist eine 6,56 m hohe Bronzestatue am Rastplatz „Stocker Holz“ an der Bundesautobahn 6 auf dem Gebiet der Gemeinde Schmidgaden im Landkreis Schwandorf in der Oberpfalz in Bayern. Erstellt wurde die Skulptur vom Künstler Harald Bäumler. Bundeskanzlerin Angela Merkel enthüllte das Werk im Rahmen der Eröffnung des letzten Abschnitts der Bundesautobahn A 6 zwischen Amberg-Ost und dem Kreuz Oberpfälzer Wald am 10. September 2008.

## Beschreibung
Die Bodenplatte im Durchmesser von 5,55 m überragt den umgebenden Rasen um etwa 10 cm. Sie besteht aus Kleinsteinpflaster mit Kantenlänge von 5 bis 8 cm, die in 36 konzentrischen Kreisen verlegt sind. In der Mitte befindet sich ein flach gewölbter Schlussstein mit einem Durchmesser von etwa 21 cm. Umfasst wird die Bodenplatte von zwölf segmentbogigen flachen Steinplatten von etwa 56 cm Breite. Die Elemente der Bodenplatte bestehen aus Flossenbürger Granit.
Auf der Bodenplatte liegen zwei etwa 96 cm hohe gebogene, konvex gewölbte, zwischen zwei Bogenlinien länglich ausgezogene in ihrer Höhe absinkende Sandsteinblöcke. Einer dieser Sandsteinblöcke ist aus rotem Sandstein, wie er häufig in Nürnberg verbaut wird, einer aus gelblichem Sandstein, welcher sehr häufig in Prag als Baumaterial zum Einsatz kommt.
Auf den beiden Sandsteinblöcken erhebt sich die 5,60 m hohe Bronzeskulptur. Dabei handelt es sich um zwei gleiche kugelige Gebilde mit austretenden, sich in die Höhe windenden, einander umschlingenden verbundenen Schweifen, welche oben eine Schlaufe bilden.